# Limajzaur
Limajzaur, Limaysaurus – patagoński dinozaur, zauropod.

## Pożywienie
rośliny

## Występowanie
Zamieszkiwał dzisiejszą północno-zachodnią Patagonię w dolnej kredzie (apt/alb).

## Odkrycie
Odkryty w Patagonii, opisany w 1985 r. jako gatunek rebbachizaura.

## Opis
Podobny do innych przedstawicieli grupy Diplodocoidea. Długa szyja, długi ogon, mała głowa.

## Gatunki
- L. tessonei

### Synonimy
- niegdyś Rebbachisaurus tessonei, Calco & Salgado, 1995